# 冈湖蛭
冈湖蛭（学名：Limnotrachelobdella okae）为鱼蛭科湖蛭属的动物。分布于日本、俄罗斯以及中国大陆的山东、河北等远东海域和通海河流等地，可营寄生生活，一般生活于海水中、又能生活在淡水中以及寄生于鱼体。该物种的模式产地在日本东京湾。